# Recea-Cristur
Recea-Cristur é uma comuna romena localizada no distrito de Cluj, na região histórica da Transilvânia. A comuna possui uma área de 76.19 km² e sua população era de 1587 habitantes segundo o censo de 2007.